# Frithjof Schuon
Frithjof Schuon (AFI: [ˈʃuː.ɔn]; Basilea, 18 giugno 1907 – Bloomington, 5 maggio 1998) è stato un filosofo e mistico svizzero di origini tedesche, appartenente alla scuola di pensiero perennialista o tradizionalista.
È stato autore di oltre venti opere in francese sulla metafisica, la spiritualità, la religione, l'antropologia e l'arte, che sono state tradotte in italiano e in molte altre lingue. È stato anche pittore e poeta.
Insieme a René Guénon e Ananda Coomaraswamy, Schuon è riconosciuto come uno dei principali rappresentanti della philosophia perennis del XX secolo. Come loro, afferma la realtà di un Principio assoluto – Dio – da cui emana l'universo e sostiene che tutte le rivelazioni divine, nonostante le loro differenze, hanno una dimensione essenziale comune: la Verità una. Condivide anche con loro la certezza che l'essere umano è potenzialmente capace di una conoscenza sovra-razionale e, come loro, intraprende una critica sostenuta della mentalità moderna, scissa, a suo avviso, dalle sue radici tradizionali. Seguendo le orme di Platone, Plotino, Adi Shankara, Maestro Eckhart, Ibn Arabi e altri metafisici, Schuon afferma l'unità metafisica tra il Principio e la sua manifestazione.
Iniziato dallo Sheikh Ahmed al-Alawī all'ordine sufi Shādhilī, è il fondatore della Tarīqa Maryamiyya. Nei suoi insegnamenti pone l'accento sull'universalità della dottrina metafisica insieme con la necessità di praticare una religione e una sola, insistendo sull’ importanza delle virtù e della bellezza.
Schuon intrattiene stretti rapporti con un gran numero di personalità di diversa prospettiva religiosa e spirituale. Mostra un particolare interesse per gli indiani delle pianure e le loro tradizioni e mantiene stretti rapporti di amicizia con i loro rappresentanti; fu adottato da una tribù Sioux e da una tribù Crow. Dopo aver vissuto in Francia e in Svizzera, si stabilisce negli Stati Uniti all'età di 73 anni.

## Biografia

### Basilea (1907-1920)
Frithjof Schuon nasce a Basilea, nella Svizzera tedesca, il 18 giugno 1907. È il minore dei due figli di Paul Schuon, violinista di origine tedesca, e di Margarete Boehler, alsaziana francofona. Non solo la musica, ma anche la letteratura e la religione sono presenti nella loro casa. Pur essendo cattolici, gli Schuon iscrivono i loro figli al catechismo luterano, la confessione predominante a Basilea.
Alle scuole elementari, Schuon incontra il futuro metafisico e studioso d'arte Titus Burckhardt, che diventerà suo amico per tutta la vita. Dall'età di dieci anni, la sua ricerca della verità lo porta a leggere, non solo la Bibbia, ma anche le Upanishad, la Bhagavadgītā e il Corano, oltre a Platone, Goethe, Emerson e Schiller. Schuon dirà in seguito che, nella sua prima giovinezza, quattro cose lo hanno sempre commosso profondamente: il sacro, il grande, il bello e l'innocenza infantile.

### Mulhouse e Parigi (1920-1940)
Suo padre muore nel 1920 e sua madre decide di stabilirsi con i figli a Mulhouse, la sua città natale, in un ambiente cattolico e francofono. Schuon riceve la nazionalità francese in conseguenza del Trattato di Versailles. Un anno dopo è battezzato cattolico. Nel 1923, mentre suo fratello entra in seminario per diventare monaco trappista, Schuon lascia la scuola per mantenere la sua famiglia lavorando come disegnatore tessile.
Si immerse quindi nel mondo della Bhagavadgītā e del Vedānta. Questo richiamo dell' induismo lo nutrì per una decina d'anni, pur sapendo che non poteva diventare un indù. Nel 1924, mentre vive ancora a Mulhouse, scopre gli scritti del metafisico francese René Guénon, che confermano le sue intuizioni intellettuali e chiariscono i principi metafisici che sta iniziando a scoprire. Schuon dirà in seguito che Guénon era "il teorico profondo e potente di tutto ciò che amava".

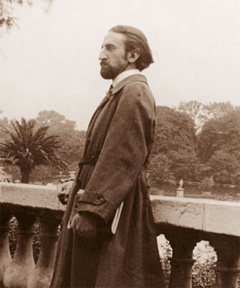
Frithjof Schuon, Parigi, 1929

Nel 1930, dopo 18 mesi di servizio militare a Besançon, Schuon si trasferisce a Parigi, dove riprende la sua attività di disegnatore tessile e studia l’arabo alla moschea..
Alla fine del 1932, completa il suo primo libro: Leitgedanken zur Urbesinnung ("Pensieri guida verso la meditazione primordiale").. Il suo desiderio di lasciare l'Occidente, i cui valori moderni sono così contrari alla sua natura, e il suo crescente interesse per l'Islam, lo spingono a recarsi a Marsiglia, il grande porto della partenza per l’Oriente. Uno dopo l’altro, vi incontra due personaggi chiave, entrambi discepoli di Sheikh Ahmad al-Alawi, un maestro sufi di Mostaganem, in Algeria. Schuon vede in questi incontri un segno del destino e si imbarca per l’Algeria. A Mostaganem, abbraccia l’Islam e trascorre quasi quattro mesi nella zauia dello sheikh. Quest’ultimo gli conferisce l’iniziazione con il nome di `Īsā Nūr al-Dīn (pron. Aissa Nureddin). Ma ben presto, su pressione delle autorità coloniali francesi, è costretto a tornare in Europa.
Schuon non considera la sua adesione all’Islam come una conversione, perché non rinnega il cristianesimo; in ogni rivelazione vede l’espressione di una stessa verità in forme diverse. Ma per lui, nella prospettiva guénoniana che all'epoca è anche la sua, il cristianesimo occidentale non sembra più offrire, almeno a livello istituzionale, la possibilità di seguire una "via di conoscenza" sotto la guida di un maestro spirituale, mentre tale via rimane presente nel sufismo, l’esoterismo islamico.

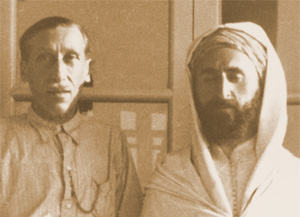
René Guénon e Frithjof Schuon
Cairo, 1938

Schuon racconta che una notte del luglio 1934, mentre è immerso nella lettura della Bhagavadgītā, vive un'esperienza spirituale particolare: il Nome divino Allāh si impossessa del suo essere e per tre giorni non può fare altro che invocarlo senza sosta. Poco dopo apprende che il suo sheikh è morto quella stessa notte.
Nel 1935 torna alla zauia di Mostaganem, dove Sheikh Adda ben Tounes, successore di Sheikh al-Alawī, gli conferisce la carica di muqaddam, autorizzandolo a iniziare aspiranti alla confraternita Alawī. Al ritorno in Europa, Schuon fonda una zauia a Basilea, un'altra a Losanna e una terza ad Amiens. Nei quattro anni che seguono, lavora come disegnatore tessile in Alsazia.
Una notte verso la fine del 1936, dopo un'esperienza spirituale, Schuon si sente indubitabilmente investito della funzione di maestro spirituale, di sheikh. Ciò è confermato, come scriverà in seguito, dai sogni che diversi suoi discepoli affermano di aver fatto quella stessa notte. Le differenze di prospettiva tra Schuon e la confraternita Alawiyya di Mostaganem, privata del suo fondatore, lo portano a assumere gradualmente la sua indipendenza, sostenuto da Guénon.
Nel 1938, si reca in Egitto per incontrare Guénon, con cui era in corrispondenza da sette anni. L'anno successivo si imbarca per l’India con due discepoli, facendo una lunga sosta al Cairo, dove incontra nuovamente Guénon. Poco dopo il suo arrivo a Bombay, scoppia la seconda guerra mondiale, che lo costringe a tornare in Europa. Dieci mesi dopo il suo arruolamento nell’esercito francese, è fatto prigioniero dai nazisti. Questi ultimi progettano di incorporare tutti i prigionieri di origine alsaziana nell’esercito tedesco per combattere sul fronte russo. Schuon evade, attraversa di notte il Giura per raggiungere la Svizzera, dove è detenuto per due settimane prima di ottenere un permesso di soggiorno (1941).

### Losanna (1941-1980)
Si trasferì a Losanna, dove continuò a contribuire alla rivista guénoniana Études traditionnelles, una collaborazione che aveva iniziato nel 1933. Nel 1947, dopo aver letto Alce Nero parla di John G. Neihardt, Schuon, da sempre molto interessato agli indiani del Nord America, si convince che Alce Nero (Black Elk) sapeva molto di più sulla tradizione Oglala di quanto il libro contenesse. Chiese ad amici americani di rintracciare il vecchio capo. È in seguito a questa iniziativa che l'etnologo Joseph Epes Brown raccoglie da Alce Nero la descrizione dei sette riti che costituiscono il contenuto de La sacra pipa.

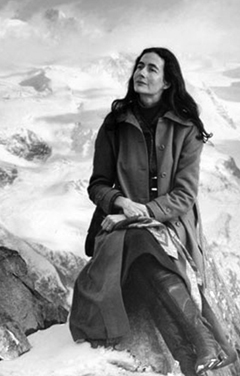
Catherine Schuon nelle Alpi

Nel 1948, Schuon pubblica il suo primo libro in francese, De l'Unité transcendante des religions. Di questo libro, T. S. Eliot scrisse: "Non ho incontrato un'opera più impressionante nello studio comparato della religione orientale e occidentale". Tutte le sue opere successive – più di venti – sono state scritte in francese.
Nel 1949, Schuon sposa Catherine Feer, una donna svizzero-tedesca di formazione francese che, oltre a interessarsi profondamente di religione e metafisica, è una pittrice di talento. Poco dopo il matrimonio, diventa cittadino svizzero. Pur continuando a scrivere, Schuon viaggia regolarmente con sua moglie. Tra il 1950 e il 1975, la coppia visita il Marocco una decina di volte, oltre a vari paesi europei, tra cui Grecia e Turchia. Nei pressi di Efeso, visitano il presunto ultimo domicilio della Vergine Maria.

Nel 1953, Schuon e sua moglie si recano a Parigi per assistere agli spettacoli organizzati da una troupe di danzatori Crow. Fanno amicizia con Thomas Yellowtail, il futuro capo della Danza del sole.

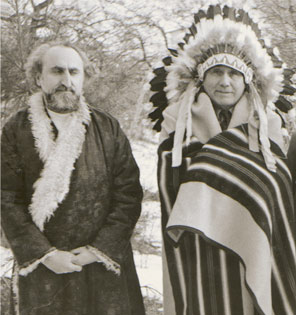
Con Thomas Yellowtail
Losanna, 1954

 Cinque anni dopo, gli Schuon si recano all'Esposizione Universale di Bruxelles, dove una sessantina di danzatori Sioux mettono in scena il Far West; si creano altre amicizie ed è così che nel 1959, poi nel 1963, su invito dei loro amici indiani, gli Schuon viaggiano negli Stati Uniti visitando diverse tribù, osservandone i molti aspetti delle loro tradizioni sacre. Durante il primo di questi due viaggi, Frithjof e Catherine Schuon sono adottati dalla famiglia del capo Sioux James Nuvola Rossa, nipote del capo Nuvola Rossa (Red Cloud), e poche settimane dopo sono ufficialmente accolti nella tribù Sioux al Festival degli amerindi di Sheridan (Wyoming). Gli studi di Schuon sulle tradizioni e i rituali degli indiani delle Pianure, così come i suoi dipinti, testimoniano il suo profondo attaccamento a un popolo in cui, nonostante il declino, "qualcosa di primordiale e puro si è mantenuto".
Gli anni 1970 vedono la pubblicazione di tre opere ritenute particolarmente importanti dai suoi biografi, formate principalmente da articoli pubblicati su Études Traditionnelles:
Logica e trascendenza, che si occupa in particolare di filosofia moderna, prove di Dio, emanazionismo e creazionismo, intelletto e sentimento, qualifiche per il cammino spirituale, amore di Dio, realizzazione spirituale, maestro spirituale, bellezza, intelligenza, certezza.
Forma e sostanza nelle religioni: verità e presenza divina, religioni, gradi di realtà, ātmā e māyā, il Corano e il Profeta, la Vergine Maria, le due nature di Cristo, la donna nel buddismo, il male e la volontà divina, paradiso e inferno, testi sacri, dialettica spirituale.
L’esoterismo come principio e come via: exoterismo e esoterismo, velo universale, dimensioni ipostatiche del Principio, triplice natura dell’uomo, virtù, sentimento, sincerità, sessualità, prove, realizzazione spirituale, bellezza, arte, importanza delle forme, reliquie, apparizioni celesti, Danza del sole, interiorità spirituale nel sufismo.
Durante tutta la sua vita, Schuon mostra una particolare devozione per la figura di Maria, che esprime nella sua opera dottrinale, poetica e pittorica. Il suo legame con la madre di Gesù, nella quale vede il simbolo della femminilità divina, è stato studiato da James Cutsinger, che racconta i due episodi del 1965 in cui Schuon disse di aver sperimentato una particolare grazia mariana. Così, intorno al 1969, in onore di Maria – Maryam in arabo – Schuon dà il nome di Maryamiyya alla sua tariqa sufi (Shādhiliyya-Darqāwiyya-ʿAlawiyya-Maryamiyya).

### Bloomington, Indiana (1980-1998)

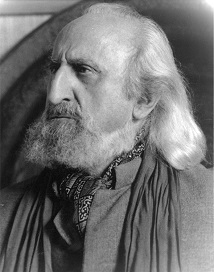
Frithjof Schuon
Bloomington, circa 1990

Nel 1980 Schuon e sua moglie emigrano negli Stati Uniti, stabilendosi a Bloomington, nell'Indiana, dove già risiedeva una comunità di discepoli. Durante i primi anni negli Stati Uniti, continuò a scrivere, pubblicando segnatamente Cristianesimo/Islam, Dal divino all'umano, Sulle tracce della religione perenne, Riassunto di metafisica integrale e Radici della condizione umana.

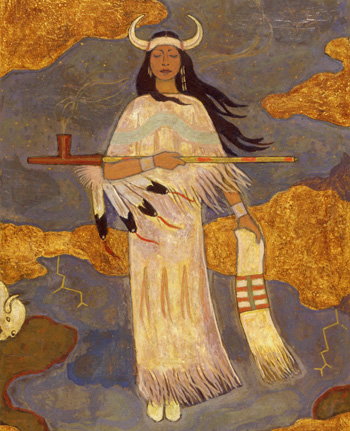
"Apparizione della Donna Bisonte bianca" (dettaglio)
dipinto a olio di F. Schuon, 1959

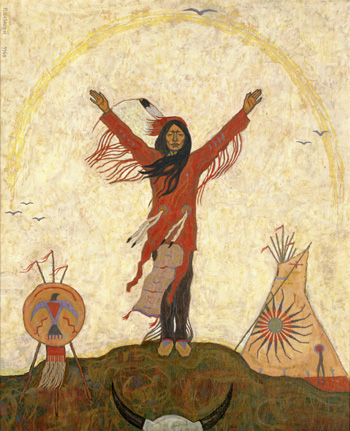
"Preghiera al Grande Spirito" dipinto a olio di F. Schuon
1963

Attraverso i suoi numerosi libri, articoli e lettere, Schuon diviene, secondo Patrick Laude, "il principale portavoce della corrente intellettuale che gli anglofoni designano col termine perennialismo", ovvero la scuola tradizionalista. Sia a Losanna sia a Bloomington, riceve regolarmente la visita di "praticanti e rappresentanti di varie religioni".
Thomas Yellowtail mantiene una stretta amicizia con Schuon fino alla sua morte nel 1993. Lo visita tutti gli anni e l’adotta nella tribu dei Crow nel 1984. Durante i suoi soggiorni a Bloomington, Yellowtail condivide con gli Schuon e con alcuni discepoli canti e danze della sua tribù durante delle riunioni chiamate "Giornate indiane", che celebrano lo spirito degli Indiani d'America. Questi incontri non fanno parte del metodo spirituale, che è incentrato sulla preghiera islamica e il dhikr.
Nel 1991, uno dei discepoli di Schuon lo accusa di cattiva condotta durante le riunioni collettive. È aperta un'indagine preliminare, ma il pubblico ministero conclude che non c'è "la minima prova" per incriminarlo e sottolinea il carattere estremamente dubbio del denunciante, che era già stato condannato per falsa denuncia in un altro caso simile.
Fino alla fine della sua vita, Schuon continua a ricevere visite e a corrispondere con discepoli, ricercatori e lettori. Negli ultimissimi anni, compose più di tremila poesie, che definì "didattiche" (Sinngedichte o Lehrgedichte); esse combinano dottrina, consigli spirituali e ricordi. Queste poesie, come quelle della sua giovinezza, sono composte nella sua lingua madre, il tedesco, e seguono una serie scritta in arabo e un'altra in inglese. Come un testamento in versi, sintetizzano il suo messaggio filosofico e spirituale, che ruota attorno a quattro elementi chiave: verità, preghiera, virtù e bellezza.. Meno di due mesi prima della sua morte a Bloomington, il 5 maggio 1998, all'età di 90 anni, Frithjof Schuon scrive i suoi ultimi versi:
Ich wollte dieses Buch schon lang beschließen – 

Ich konnte nicht; ich musste weiter dichten. 

Doch diesmal legt sich meine Feder nieder,

Denn es gibt andres Sinnen, andre Pflichten; 

Wie dem auch sei, was wir auch mögen tun:

Lasst uns dem Ruf des Höchsten Folge leisten –

Lasst uns in Gottes tiefem Frieden ruhn.

                                          Das Weltrad VII, CXXX
Da molto tempo volevo chiudere questo libro.

Non potevo, dovevo continuare a scrivere.

Ma questa volta la mia penna si è fermata,

Perché ci sono altre preoccupazioni, altri doveri; 

Qualunque cosa sia, qualunque cosa vogliamo fare:

Assecondiamo la chiamata dell'Altissimo –.

Riposiamo nella profonda Pace di Dio.

                                                

## Pensiero
Per Seyyed Hossein Nasr, Frithjof Schuon è «allo stesso tempo metafisico, teologo, filosofo tradizionale e logico», versato nella «religione comparata» e nella «scienza dell'uomo e della società», interprete «delle arti e delle civiltà tradizionali, [...] guida spirituale e critico del mondo moderno [...] nei suoi aspetti pratici [e] nelle sue dimensioni filosofiche e scientifiche».
Nei suoi scritti, Schuon affronta principalmente i campi della «metafisica essenziale, e quindi universale, con le sue ramificazioni cosmologiche e antropologiche; la spiritualità in senso lato; l'etica e l'estetica intrinseche; i principi e i fenomeni tradizionali; le religioni e il loro esoterismo; l'arte sacra».

### Dottrina

#### Perennialismo
I principi di quella che sarebbe diventata la Scuola Tradizionalista o Perennialista furono formulati per la prima volta negli anni 1920 da René Guénon e, negli anni 1930, da Frithjof Schuon. Anche i metafisici e specialisti d'arte Ananda Coomaraswamy e Titus Burckhardt furono rappresentanti di spicco di questo movimento intellettuale. Secondo lo scrittore perennialista William Stoddart, «l'idea centrale della filosofia perenne è che la Verità divina è unica, atemporale e universale, e che le diverse religioni non sono altro che linguaggi diversi che esprimono questa unica Verità» –, da cui il titolo dato da Schuon al suo primo libro in francese: Unità trascendente delle religioni. Per Patrick Laude, un autore perennialista è «colui che afferma l'universalità e la primordialità dei principi metafisici fondamentali e la perennità della sapienza che attualizza questi principi nell'uomo, così come sono espressi in tutte le grandi rivelazioni e i principali insegnamenti dei saggi e dei santi nel corso dei secoli».
Secondo Harry Oldmeadow, questa verità o saggezza primordiale  «ha avuto molti nomi: Philosophia Perennis, Lex Aeterna, Hagia Sophia, Dīn al-Haqq, Akālika Dhamma, Sanātana Dharma, ecc.». Schuon osserva che questa saggezza primordiale è chiaramente presente in Adi Shankara, Pitagora, Platone, Plotino e altri rappresentanti dell'esoterismo quintessenziale.

In Sulle tracce della religione perenne, Schuon commenta le tre nozioni di filosofia, saggezza (sophia) e religione (religio) perenne per mostrare sia la loro concordanza sia le loro particolarità:
Per Laude, non è tanto la nozione di «unità trascendente delle religioni» che caratterizza l'insegnamento di Schuon, quanto una «riformulazione della Sophia perennis, o Religio perennis, concepita come la congiunzione di una dottrina metafisica e di una via di realizzazione spirituale».

#### Metafisica
Schuon considera la metafisica «pura» come (1) «essenziale», cioè «indipendente da qualsiasi formulazione religiosa»; (2) «primordiale», cioè come «la verità che esisteva prima di ogni formalismo dogmatico»; e (3) «universale», nel senso che «comprende tutto il simbolismo intrinsecamente ortodosso» e «può quindi essere combinata con tutto il linguaggio religioso». Per lui, la metafisica pura può essere riassunta dalla seguente affermazione vedantica: «Brahma satyam jagan mithyā jīvo brahmaiva nāparah (Brahman è la Realtà; il mondo è apparenza; l'anima non è altro che Brahman.)».
La metafisica esposta da Schuon si basa sulla dottrina di ciò che l'Advaita Vedānta indù designa con i termini Ātmā (Ātman) e Māyā. Ātmā è il Sé, sia trascendente sia immanente. In correlazione con Māyā, Ātmā designa il Reale, l'Assoluto, il Principio, il Sovra-Essere, Brahman; e Māyā, l'illusorio, il relativo, la manifestazione. Schuon sviluppa questo principio metafisico, in particolare in Forma e sostanza nelle religioni, sulla base della dottrina sufica dei gradi di realtà, nota con il nome di "le cinque presenze divine":
- L'insieme dei gradi 1 e 2 corrisponde a Dio, il Principio, l'Assoluto:

1. Ātmā: Sovra-Essere, Divinità impersonale, Principio supremo, Realtà assoluta, Essenza, nirguna Brahman. 
- I gradi da 2 a 5 corrispondono a Māyā:

2. Māyā in divinis (l'"Assoluto relativo", "Ātmā in quanto Māyā"): Essere, Dio personale, Principio creatore, Spirito increato, saguna Brahman, Īshvara.
- I gradi da 3 a 5 corrispondono alla manifestazione, al cosmo, alla creazione:

3. Manifestazione sovraformale: Spirito creato (Intelletto, Logos, Buddhi), paradiso, angeli. 
- I gradi 4 e 5 corrispondono alla manifestazione formale:

4. Manifestazione sottile o animica: il mondo dell'anima e degli "spiriti" (jinn, silfidi, salamandre, gnomi, ecc.).
5. Manifestazione grossolana o materiale: il mondo visibile.
Nell'essere umano – il microcosmo –, i cinque gradi corrispondono, in ordine inverso, al corpo e all'anima sensoriale, mortale (5); all'anima sovrasensoriale, immortale (4); allo spirito o intelletto creato (3); allo spirito o intelletto increato (2); al Sé assoluto e infinito (1). La presenza nell'uomo, «creato a immagine di Dio», dei tre gradi superiori permette di comprendere la possibilità di una conoscenza che trascende le limitazioni della soggettività e che quindi consente di «vedere le cose come sono», cioè oggettivamente – e questa è la gnosi.
Come Platone nell'antica Grecia, Adi Shankara nell'Induismo, Maestro Eckhart e Gregorio Palamas nel Cristianesimo o Ibn Arabi nell'Islam – per citare solo alcuni esempi – Schuon attesta che il discernimento essenziale nella metafisica è quello tra il Reale e il non reale (l'illusorio), Ātmā e Māyā. Il Reale o Sovra-Essere, che è assoluto e infinito, è l'essenza di ogni bene (il Sommo Bene). Ora, come ci ricorda Agostino, è nella natura del Bene (Agathón) comunicare se stesso, da qui la proiezione di Māyā, che è allo stesso tempo divina (Īshvara), celeste (Buddhi e Svarga) e "terrena"; quest'ultima comprendente il regno della trasmigrazione (samsāra). Tutto il bene che il mondo ha da offrire proviene dall'irradiazione del Bene sovrano; tutto il male deriva dalla lontananza dalla fonte di ogni bene. Mâyâ, allo stesso tempo, vela e svela Dio, l'Assoluto.

#### Esoterismo
La maggior parte delle religioni ha due dimensioni: l'essoterismo e l'esoterismo. Schuon descrive questo esoterismo religioso come "relativo", per distinguerlo dall'esoterismo "assoluto" o "quintessenziale", il quale non è limitato né pienamente espresso da una particolare forma religiosa.

Per Schuon, la metafisica integrale – che parte dalla distinzione tra âtmâ e mâyâ (l'assoluto e il relativo) – è la sostanza stessa dell'esoterismo puro, che deve essere accompagnato da un metodo di realizzazione, perché, come sottolinea il professor Patrick Laude: 
C’è quindi continuità tra essoterismo ed esoterismo quando quest'ultimo appare come la dimensione interna del primo e, di conseguenza, ne adotta il "linguaggio"; e c'è discontinuità quando l'esoterismo trascende ogni religione: è la religio perennis, l'esoterismo atemporale, essenziale, primordiale e universale. Esso costituisce "l'unità trascendente delle religioni" e si basa metodicamente su una delle rivelazioni, pur avendo come oggetto l'unica Verità comune a tutte.

#### Sufismo
Per Schuon, il Sufismo (tasawwuf in arabo) – «il midollo dell'Islam» – è essenzialmente «la sincerità della fede». «In termini dottrinali», questa sincerità risulta da una «visione intellettuale» che trae dall'idea di unità «le conseguenze più rigorose; il risultato è, non solo l'idea del mondo-nulla, ma anche quella dell'Identità suprema». Patrick Laude sottolinea la distinzione fatta da Schuon tra un Sufismo "quintessenziale", puramente esoterico, e un Sufismo "medio" che, pur tendendo all'esoterismo, rimane dipendente dalla mentalità essoterica, da cui una propensione «all'intensificazione degli atti pii, [all'] esteriorizzazione emotiva, [allo] zelo obbedienziale» e all'accentuazione «eccessiva di scrupoli formali e [del] timore di Dio». Per Laude, «la definizione schuoniana più precisa e succinta» del Sufismo quintessenziale – come di ogni altra spiritualità nella sua dimensione essenziale – è «la diade dottrinale fondamentale di Schuon, cioè il discernimento tra l'Assoluto e il relativo, e il corrispondente metodo di concentrazione esclusiva sull'Assoluto».
Schuon considera che «l'intero Sufismo [...] può essere riassunto in queste quattro parole: Haqq, Qalb, Dhikr, Faqr: "Verità", "Cuore", "Ricordo", "Povertà"».
al-haqq (la verità, la realtà) «coincide con la shahādah, la doppia testimonianza» («lā ilāha illā Llāh, Muhammadun rasūlu Llāh: non c'è divinità se non Dio, Muhammad è il messaggero di Dio»), che enuncia «la Verità metafisica, cosmologica, mistica ed escatologica». Riassumendo Schuon, Laude osserva che la prima testimonianza significa teologicamente o essotericamente che esiste un solo Dio e, metafisicamente, che egli è l'unica realtà. Per Schuon, questo secondo significato – quello dei Sufi – vuol dire non soltanto «che Dio solo è reale, in opposto al mondo che, essendo contingente, è illusorio», ma anche «che nessuna esistenza può essere situata al di fuori di Dio: che tutto ciò che esiste "non è altro che Lui", senza il quale il mondo non esisterebbe». Questo secondo significato, sottolinea Laude, emerge anche dalla seconda testimonianza, che afferma esotericamente la relazione unitiva tra «il condizionato e l'Incondizionato, il relativo e l'Assoluto».
al-qalb (il cuore) «è il centro esistenziale e intellettuale» dell'essere umano, «la sede della presenza divina e quindi della certezza metafisica»; e anche, più comunemente, la sede della fede. «Rappresenta l'Intelletto dal duplice punto di vista della conoscenza e dell'amore» e «conduce, grazie al prodigio dell'immanenza, al Sé divino e all'infinità, al contempo estintiva e unitiva, del conoscibile, e quindi del Reale». Così la verità (al-haqq) «deve essere accettata, non con il solo pensiero, ma con il Cuore, e quindi con tutto ciò che siamo».
al-dhikr (il ricordo, la menzione, l'invocazione), per Schuon, «è l'attualizzazione, per mezzo della parola sacramentale, della fede o della gnosi» che risiede nel cuore. Sebbene il termine dhikr abbracci qualsiasi pratica rivolta a Dio, Harry Oldmeadow fa notare che Schuon, nel caso del Sufismo, utilizza sempre questo termine nella sua accezione più elevata: l'invocazione del nome "Allāh". Laude riferisce che questo rito – soggetto ad autorizzazione – è considerato da Schuon, in accordo con la tradizione sufi, «come la pratica centrale del tasawwuf». Alla domanda: «Perché invocare?», Schuon risponde: «La ragione più profonda sarebbe senza dubbio: "perché io esisto", perché l'esistenza è, in un certo senso, la Parola di Dio con cui Egli si nomina. Dio pronuncia il suo Nome per manifestarsi – per "creare" – in direzione del "nulla", e l'essere relativo pronuncia questo Nome per "essere", cioè per "ridiventare ciò che è", in direzione della Realtà». «Il Nome supremo», qualunque sia la via spirituale praticata, «è insieme Verità metafisica e Presenza salvifica».
al-faqr (la povertà spirituale) è «semplicità e purezza d'animo», che permette l'attualizzazione della fede o della gnosi «conferendole la sincerità senza la quale nessun atto è valido». Commentando l'opera di Schuon, Laude definisce al-faqr «l'umiltà come l’assenza di ogni egocentrismo e il vuoto per Dio». Schuon vede in questo atteggiamento di «santa povertà» o di «annullamento»,  «la virtù spirituale per eccellenza», un atteggiamento che implica «distacco, sobrietà, pazienza, contentezza», «rassegnazione alla volontà di Dio e fiducia nella sua misericordia», e che è "come un'anticipazione dell'estinzione in Dio».

### Metodo

#### Via spirituale
Secondo Ali Lakhani, direttore della rivista Sacred Web, per Schuon il senso della vita non è altro che la ricerca di Dio o della Verità che risiede in ogni essere umano. Schuon afferma che «l'uomo è un ponte tra la Terra e il Cielo» e che «la nozione di Assoluto e l'amore di Dio costituiscono l'essenza stessa della [sua] soggettività – quella soggettività che è una prova sia della [sua] immortalità sia di Dio, e che è propriamente una teofania».
Schuon ricorda che la vita spirituale comprende tre vie fondamentali, che corrispondono ad altrettanti temperamenti umani: 1) la via dell'azione, delle opere, dell'ascesi, del timore (il karma mārga o karma yoga dell'induismo); 2) la via dell'amore, della devozione (bhakti mārga); e 3) la via della gnosi, della contemplazione unitiva (jñāna mārga); nel Sufismo: makhāfah, mahabbah, ma`rifah. Le prime due sono dualistiche ed essoteriche, e si basano sulla rivelazione, mentre la via della conoscenza è monistica ed esoterica, e si basa sull'intellezione. sostenuta dalla rivelazione. Come la via dell'amore non può fare a meno dell'azione e del timore reverenziale, così la via esoterica o metafisica non può escludere le altre due modalità.
Secondo Schuon, la via esoterica – quella della conoscenza o della gnosi – si trova nel cuore di tutte le grandi religioni. Consiste essenzialmente in: 1) il discernimento tra il Reale e l'illusorio, ātmā e māyā, nirvāna e samsāra, l'Assoluto e il relativo o Dio e il mondo; 2) la concentrazione sul Reale e 3) la moralità intrinseca, la virtù. Questo discernimento rimarrebbe puramente teorico in assenza della concentrazione sul Reale attraverso i riti e la preghiera – cioè senza un legame effettivo con Dio, il "Sommo Bene", basato su un'autentica pietà – e anche in assenza di un sufficiente distacco dal mondo e dall'ego. Schuon sottolinea che questo cammino verso Dio «comporta sempre un'inversione: dall'esteriorità bisogna passare all'interiorità, dalla molteplicità all'unità, dalla dispersione alla concentrazione, dall'egoismo al distacco, dalla passione alla serenità».
Schuon considera che il metodo di ogni cammino spirituale si basa sui riti essoterici ed esoterici della religione praticata, e di nessun'altra.  La preghiera ne è l'elemento centrale, perché senza di essa il cuore non può assimilare o realizzare – con l'aiuto della grazia divina – ciò che la mente è riuscita a cogliere. Schuon ricorda le tre modalità di preghiera: la preghiera personale, in cui l'oratore si apre spontaneamente e informalmente a Dio; la preghiera canonica, impersonale, prescritta dalla tradizione; e la preghiera invocatoria o preghiera del cuore (japa, dhikr), che «è già una morte e un incontro con Dio e ci colloca già nell'Eternità; è già qualcosa del paradiso e persino, nella sua quintessenza misteriosa e "increata", qualcosa di Dio». Questa forma di preghiera è l'invocazione di un nome divino, di una formula sacra, di un mantra; essa concilia la trascendenza e l'immanenza della verità, perché mentre questa trascende infinitamente l'umano, lo gnostico sa, afferma Schuon, che essa è anche inscritta nella sostanza stessa del suo spirito. Dio è al tempo stesso il più alto e il più profondo, e la conoscenza che un essere "realizzato" può avere di Lui è, in realtà, la conoscenza che Dio ha di se stesso attraverso quest'essere.

#### Virtù
Nei suoi scritti, Schuon insiste sul fatto che due requisiti, che sono la dottrina e il metodo, rimarrebbero inoperanti senza un terzo elemento, cioè la virtù, perché il cammino spirituale deve necessariamente integrare le tre facoltà umane fondamentali: l'intelligenza (dottrina, verità, discernimento), la volontà (metodo, preghiera, concentrazione) e l'anima (carattere, virtù, conformità morale). Per lui, la virtù è difatti «la forma iniziale dell'unione spirituale; senza di essa, il nostro conoscere e il nostro volere non ci serve a nulla». Avere la virtù, secondo Schuon, «è soprattutto non avere il difetto che le è contrario, perché Dio ci ha creati virtuosi, ci ha creati a sua immagine, i difetti sono stati aggiunti». Ma in realtà non siamo noi, sottolinea, «a possedere la virtù, è la virtù che possiede noi»; essa è «un raggio della Bellezza divina, a cui partecipiamo con la nostra natura o con la nostra volontà, facilmente o con difficoltà, ma sempre per la grazia di Dio».
L'umiltà, la carità e la veridicità, ossia l'annullamento dell'ego, il dono di sé e l'attaccamento alla verità sono, per Schuon, virtù essenziali, che corrispondono in aggiunta alle tre fasi del cammino spirituale: purificazione, espansione e unione. Il senso della nostra piccolezza, il senso del sacro e la pietà sono condizioni essenziali per il fiorire delle virtù. Riassumendo l'autore, il professor James Cutsinger segnala che la virtù perfetta coincide con le verità metafisiche e che realizza queste verità esistenzialmente. Altrimenti detto, come sottolinea Schuon, «la verità è necessaria per la perfezione della virtù, così come la virtù è necessaria per la perfezione della verità».

#### Bellezza
Sebbene Schuon ritenga che i fondamenti di ogni cammino spirituale siano la verità, la preghiera e la virtù, egli insiste anche sull'importanza di un quarto elemento: la bellezza. Per lui, «L'interiorizzazione della bellezza presuppone la nobiltà dell'anima e, nello stesso tempo, la produce». La sua funzione «è quella di attualizzare nella creatura intelligente e sensibile il ricordo delle essenze, e di aprire così la strada verso la notte luminosa dell'unica e infinita Essenza».
Alla coscienza della bellezza divina deve corrispondere non solo la bellezza interiore, cioè le virtù, ma anche il senso della bellezza esteriore, sia nella contemplazione della natura o nella sensibilità artistica, senza dimenticare il ruolo interiorizzante, nella propria casa, di un'atmosfera tradizionale di bellezza e serenità, estranea ai capricci della modernità. «La bellezza, qualunque uso ne faccia l'uomo, appartiene fondamentalmente al suo Creatore, attraverso la quale Egli proietta nell'apparenza qualcosa del suo essere». Per Schuon, queste considerazioni trovano la loro fonte e giustificazione nella natura "teomorfica" dell'essere umano.

### Temi correlati

#### Critica del modernismo
Riassumendo il pensiero di Schuon, Seyyed Hossein Nasr ricorda che è in Europa, durante il Rinascimento, che si è delineata per la prima volta la visione "modernista" – o riduttiva – della condizione umana e dell'universo, prima di coinvolgere altri continenti qualche secolo dopo. Per Schuon, questa visione, che riduce sempre più l'uomo ai suoi aspetti razionali e animali a scapito della sua dimensione spirituale e dello scopo della vita, influenza tanto la filosofia quanto la religione, la scienza e l'arte.
Schuon considera che i principali fallimenti del modernismo sono: il razionalismo, che nega la possibilità di una conoscenza sovrarazionale; il materialismo, secondo cui solo la materia dà senso alla vita; lo psicologismo, che riduce lo spirituale e l'intellettuale allo psichico; e lo scetticismo, il relativismo, l'esistenzialismo, l'individualismo, il progressismo, l'evoluzionismo, lo scientismo, l'empirismo, senza dimenticare l'agnosticismo e l'ateismo.
Nonostante l'ampiezza delle sue scoperte in campo fisico, Schuon criticò questa scienza per essere «un razionalismo totalitario che elimina sia la Rivelazione che l'Intelletto, e un materialismo totalitario che ignora la relatività metafisica – e quindi l'impermanenza – della materia e del mondo; essa ignora che il soprasensibile – che è al di là dello spazio e del tempo – è il principio concreto del mondo e che è anche, quindi, all'origine di questa coagulazione contingente e mutevole che chiamiamo "materia"». Così, sempre secondo Schuon, l'errore dello scientismo è quello di «voler rendere conto della realtà senza l'aiuto di quella scienza iniziale che è la metafisica»; esso ignora «che solo la scienza dell'Assoluto dà senso e disciplina alla scienza del relativo». Questa concezione dell'universo, che ignora sia il principio dell'«emanazione creatrice» sia quello della «gerarchia dei mondi invisibili», ha dato origine a «quel figlio più tipico della mente moderna», che è la teoria dell'evoluzione delle specie, con il suo corollario: l'illusione di un progresso qualitativo dell'umanità.
La critica di Schuon si estende alla filosofia – "l'amore per la saggezza" – che in origine era l'atto di «pensare secondo l'Intelletto immanente e non con la sola ragione». Essa «è la scienza di tutti i principi fondamentali». Essa opera con l'intuizione intellettuale – l'intellezione – «che "percepisce", e non con la sola ragione, che "conclude"», da cui l'abisso che separa la certezza del sapiente dall'opinione del filosofo moderno.
Per Schuon esistono in definitiva solo due possibilità: «una civiltà integrale, spirituale, che comporta abusi e superstizioni, e una civiltà frammentaria, materialistica, progressista, che comporta – molto provvisoriamente – alcuni vantaggi terreni, ma esclude ciò che costituisce la ragione sufficiente e il fine ultimo di tutta l'esistenza umana».

#### Arte sacra

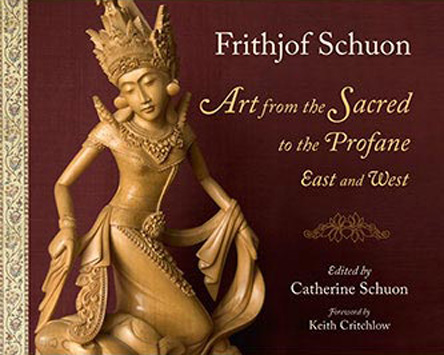
Copertina di un'antologia illustrata di scritti di Schuon sull'arte: Art from the Sacred to the Profane, East and West

In una prospettiva simile a quella di Ananda Coomaraswamy e di Titus Burckhardt, Frithjof Schuon ricorda che «l'arte sacra è innanzitutto la forma visibile e udibile della Rivelazione, poi il suo indispensabile rivestimento liturgico». Quest'arte comunica delle «verità spirituali da un lato e una presenza celeste dall'altro».James Cutsinger sottolinea che, per Schuon, un'arte è sacra «non per l'intenzione personale dell'artista, ma per il contenuto, il simbolismo e lo stile, cioè per degli elementi oggettivi», che devono rispettare le regole canoniche specifiche della religione dell'artista. Secondo Martyn Amugen, citando Schuon, l'artista deve essere «santificato o in stato di grazia», perché il linguaggio del sacro «non può emanare dal semplice gusto profano, e nemmeno dal genio, ma deve essenzialmente derivare dalla tradizione», che «non può essere sostituita, e tanto [...] meno superata, da risorse umane». È così che i pittori di icone, ad esempio, «erano monaci che, prima di mettersi all'opera, si preparavano con il digiuno, la preghiera, la confessione e la comunione» per scongiurare le due insidie che minacciano ogni artista: «un virtuosismo esteriore e superficiale, e un convenzionalismo senza intelligenza e senza anima».
Facendo eco al pensiero schuoniano, Cutsinger osserva che le varie forme di arte sacra hanno come oggetto la «trasmissione di intuizioni intellettuali», conferendo così «un aiuto diretto alla spiritualità», e nota che quest'arte comunica allo stesso tempo «verità metafisiche, valori archetipici, fatti storici, stati spirituali e atteggiamenti psicologici».
Riferendosi al passaggio dal Medioevo – con l'arte bizantina, romanica e del primo gotico – al Rinascimento, Schuon osserva che «l'arte cristiana, che era un'arte sacra, simbolica, spirituale», ha ceduto il passo all'avvento dell'arte neo-antica, di carattere naturalistico e sentimentale, che risponde «solo alle aspirazioni psichiche collettive». Avendo rotto con la tradizione – scrive Amugen rifacendosi a Schuon –, l'arte è diventata «umana, individualista e di conseguenza arbitraria [...], segno infallibile di un declino»; ogni desiderio di ripristinare il suo carattere sacro deve necessariamente comportare l'abbandono del relativismo individualista per tornare alle fonti, che risiedono nell’atemporale e nell'immutabile.

#### Nudità sacra
Autore di uno studio sulla deiformità dell'essere umano nell'opera di Schuon, Timothy Scott sottolinea questo commento iniziale di Schuon: «La distinzione tra l'Assoluto e l'Infinito afferma i due aspetti fondamentali del Reale, quello dell'essenzialità e quello della potenzialità; questa è la più alta prefigurazione principiale dei poli maschile e femminile. Schuon vede nel corpo umano un «messaggio di verticalità ascendente e unitiva [...]; in modo rigoroso, trascendente, oggettivo, astratto, razionale e matematico» negli uomini, «e in modo dolce, immanente, concreto, emotivo e musicale» nelle donne. La bellezza delle donne, come sottolinea Patrick Laude, «gioca un ruolo predominante nell'alchimia spirituale che emana dall'opera e dalla personalità spirituale di Schuon». Questo ruolo risponde alle «più alte espressioni del sufismo gnostico», come testimoniano «Ibn Arabī e Rūzbehān tra molti altri».
Ricapitolando Schuon, Scott ci ricorda che la nudità rappresenta la norma – l'uomo primordiale era nudo, e anche i popoli primitivi lo sono – e che essa «simboleggia l'esoterismo quintessenziale [...], la Verità non velata», l'abbigliamento ordinario rappresentando dunque l'essoterismo. Nella sua biografia di Schuon, dopo aver rilevato le convergenze di vedute che accomunano Schuon, Rūzbehān, Omar Khayyam e Henry Corbin sul significato spirituale della nudità, Jean-Baptiste Aymard cita questo estratto di una lettera di Schuon: «Data la degenerazione spirituale dell'umanità, il più alto grado possibile di bellezza, il quale appartiene al corpo umano, non può svolgere un ruolo nella pietà ordinaria; ma questa teofania può essere un supporto nella spiritualità esoterica, come dimostra l'arte sacra degli indù e dei buddisti. La nudità significa interiorità, essenzialità, primordialità e quindi universalità [...]; il corpo è la forma dell'Essenza ed è quindi l'essenza della forma».
In un'intervista pubblicata nel 1996 dalla rivista americana The Quest: Philosophy, Science, Religion, The Arts, Schuon approfondisce la natura sacra della nudità:
In un passo pubblicato dalle sue Memorie, in gran parte inedite, Schuon rimarca «quanto sia spregevole il culto neopagano e ateo del corpo e della nudità. Ciò che in natura è di per sé nobile, è buono per noi solo nella sua funzione di supporto al soprannaturale; coltivato al di fuori di Dio, perde facilmente la sua nobiltà e diventa un'umiliante sciocchezza, come dimostrano proprio l’insulsaggine e la bruttezza del nudismo mondano».

## Opere
Traduzione dall'originale francese (nell'ordine cronologico della prima pubblicazione francese).
- Unità trascendente delle religioni (Mediterranee, 1997)
- L'occhio del cuore (Mediterranee, 1983)
- Prospettive spirituali e fatti umani (Mediterranee, 2010)
- Sentieri di gnosi (Mediterranee, 2009)
- Caste e razze (Edizioni all'Insegna del Veltro, 1979)
- Le stazioni della saggezza (Mediterranee, 1983)
- Immagini dello Spirito: Shinto, Buddhismo, Yoga (Mediterranee, 2005)
- Comprendere l'Islam (Archè, 2004)
- Sguardi sui mondi antichi (Mediterranee, 1996)
- Logica e trascendenza (Mediterranee, 2013)
- La tradizione dei Pellirosse (Ar, 1978)
- Forma e sostanza nelle religioni (Mediterranee, 1984)
- L'esoterismo come principio e come via (Mediterranee, 1984)
- Sufismo, velo e quintessenza (Mediterranee, 1983)
- Dal divino all'umano (Mediterranee, 1993)
- Cristianesimo/Islam: visioni d'ecumenismo esoterico (Mediterranee, 2003)
- Sulle tracce della religione perenne (Mediterranee, 1988)
- Approcci al fenomeno religioso (Mediterranee, 2018)
- Riassunto di metafisica integrale (Mediterranee, 2016)
- Il senso dell'assoluto (Mediterranee, 2018)
- Radici della condizione umana (Mediterranee, 2019)
- Il sole piumato (Mediterranee, 2000)
- Il gioco delle maschere (Mediterranee, 2017)
- La trasfigurazione dell'uomo (Mediterranee, 2016)
- Sophia perennis frammenti scelti (Mediterranee, 2014)

### Esplicative
1. ↑  La stessa cosa avvenne per l'investitura di Sheikh al-Alawī – maestro di Schuon – poiché Sheikh al-Būzīdī non aveva nominato un successore. Aymard, 1999, p. 23 + Martin Lings, Un saint soufi du XXe siècle, Point, 1990, pp. 70 e ss.
2. ↑  Come ha fatto il suo stesso sheikh, Ahmad al-Alawī, per quanto riguarda la tariqa Darqāwīyyah. Martin Lings, Un saint soufi du XXe siècle, Point, 1990, p. 95.
3. ↑  «Schuon ricorda che la distinzione "Sovra-Essere/Essere" (gradi 1 e 2) si applica solo alla metafisica e mai al rapporto dell'uomo, in quanto essere contingente, con Dio.» W. Stoddart, Lossky’s Palamitism in the Light of Schuon, 2000, p. 23.
4. ↑  «L'esoterismo in sé è la metafisica propria, a cui è necessariamente legato un metodo di realizzazione appropriato; l'esoterismo una data religione – un dato esoterismo precisamente – si adatta al contrario a quella religione ed entra così in meandri teologici, psicologici e legalistici estranei alla sua natura, pur conservando nel suo centro segreto il suo carattere autentico e plenario, senza il quale non sarebbe ciò che.» F. Schuon, Résumé de métaphysique intégrale, 2022, p. 65.
5. ↑  «Alcuni faranno senz'altro notare che il Buddhismo dimostra che la nozione di Dio non è fondamentale e che si può benissimo farne a meno nella metafisica e nella spiritualità; avrebbero ragione se i Buddhisti non avessero l'idea di Assoluto, o quella di trascendenza, o quella di Giustizia immanente con il suo complemento di Misericordia; questo è tutto ciò che serve per dimostrare che il Buddhismo, se non ha la parola – o se non ha la nostra parola – ha comunque la cosa. [...] L’'"Estinzione" o il "Vuoto" è "Dio" soggettivato; "Dio" è il "Vuoto" oggettivato.» F. Schuon, Logique et transcendance, 1972, p. 71 + Images de l’esprit, 2021, p. 61.
6. ↑  Più precisamente, il secondo «si estende dall'essoterismo all'esoterismo». F. Schuon, Approches du phénomène religieux, 2020, p. 173.
7. ↑  « È vero che la verità metafisica trascende per definizione tutte le forme, e quindi tutte le religioni; ma l'uomo è una forma, e può raggiungere l'informale solo nella forma; altrimenti le religioni non esisterebbero.» F. Schuon, Vers l'essentiel, 2013, p. 217.
8. ↑  «Le tradizioni le più diverse concordano sul fatto che il miglior supporto per la concentrazione e il miglior mezzo per ottenere la liberazione è, verso la fine del kali-yuga, l'invocazione di un Nome divino rivelato [...]. Il fondamento di questo mistero è, da un lato, che "Dio e il suo Nome sono identici" (Râmakrishna) e, dall'altro, che Dio stesso pronuncia il suo Nome in Se stesso, quindi nell'eternità e al di fuori di ogni creazione, cosicché la sua parola unica e increata è il prototipo della preghiera giaculatoria e persino, in senso meno diretto, di ogni preghiera.» F. Schuon, Vers l'essentiel, 2013, p. 151 + Les stations de la sagesse, 2011, p. 127.
9. ↑  «L'esoterismo, con le sue tre dimensioni di discernimento metafisico, di concentrazione mistica e di conformità morale, comporta in ultima analisi le sole cose che il Cielo richiede in modo assoluto, tutti gli altri requisiti essendo relativi e quindi più o meno condizionali.» F. Schuon, Approches du phénomène religieux, 2020, p.36
10. ↑  «L'origine della creatura non è una sostanza del genere della materia, ma un archetipo perfetto e immateriale: perfetto e quindi senza alcun bisogno di evoluzione trasformatrice; immateriale e quindi avente la sua origine nello Spirito e non nella materia. Certo, c'è una traiettoria; questa va, non da una sostanza inerte e inconsapevole, ma dallo Spirito – matrice di tutte le possibilità – al risultato terreno, la creatura; risultato scaturito dall'invisibile in un momento ciclico in cui il mondo fisico era ancora molto meno separato dal mondo psichico che in periodi più tardi e più "indurenti".» F. Schuon, Du divin à l’humain, 2018, p. 26.
11. ↑  «Viviamo in un mondo di quinte dove è diventato quasi impossibile toccare le realtà primordiali delle cose; a ogni passo si interpongono i pregiudizi e i riflessi che uno scivolamento irreversibile richiede; è come se prima del Rinascimento, o prima degli Enciclopedisti, l'uomo non fosse del tutto uomo, o come se, per essere uomo, dovessimo passare attraverso Cartesio, Voltaire, Rousseau, Kant, Marx, Darwin e Freud, senza dimenticare il fatale Teilhard de Chardin.» F. Schuon, Regards sur les mondes anciens, 2016, p.125.
12. ↑  «... succedeva perfino che si mischiassero i colori con acqua santa e polvere di reliquie, cosa che non sarebbe stata possibile se l'icona non avesse avuto un carattere veramente sacramentale.» F. Schuon, De l'unité transcendante des religions, 2014, p. 87.
13. ↑  «[...] ciò che vi è di più contrario alla contemplazione intellettuale, e tiene conto solo della sentimentalità; d'altronde, questa si degrada mano a mano che risponde ai bisogni delle masse, finendo in una morbida e patetica volgarità. È curioso constatare come non ci si sia mai resi conto di quanto questa barbarie delle forme, che ha raggiunto un certo apice di vuota e miserabile fanfaronata con lo stile Luigi XV, abbia contribuito – e contribuisca ancora – ad allontanare dalla Chiesa molte anime, e non delle meno grandi; queste si trovano davvero soffocate da un ambiente che non lascia più respirare la loro intelligenza.» F. Schuon, De l'unité transcendante des religions, 2014, p. 75.

### Bibliografiche
1. ↑  Fitzgerald, 2010, p. 1.
2. ↑  Aymard, 1999, p. 3.
3. ↑  Aymard, 1999, p. 5.
4. ↑  Fitzgerald, 2010, pp. 2-3.
5. ↑  Fitzgerald, 2010, p. 6.
6. ↑  Aymard, 1999, p. 6.
7. 1 2   Pierre-Marie Sigaud, Les Dossiers H: René Guénon, Losanna, L'Âge d’Homme, 1984,  p. 321, ISBN 978-2-8251-3044-5.
8. 1 2  Aymard, 1999, p. 7.
9. ↑  Aymard, 1999, p. 9.
10. ↑  Fitzgerald, 2010, p. 29.
11. ↑  J. Casey, 2012, p. 22 min 35 s à 25 min 30 s.
12. ↑  Aymard, 1999, p. 13.
13. ↑  Aymard, 1999, p. 17.
14. ↑  Denis Gril, Khaled Bentounès, «Le cheikh al-`Alawî et la diffusion du soufisme en Occident», in Soufisme, l’héritage commun, Alger, Zaki Bouzid Editions, 2009 (ISBN 978-9961771150), p. 156-157.
15. ↑  Fitzgerald, 2010, p. 126.
16. 1 2  Aymard in Laude, 2002, p. 26.
17. ↑  Fitzgerald, 2010, pp. 36-37.
18. ↑  Aymard, 1999, pp. 20-22.
19. ↑  Aymard, 1999, p. 24.
20. ↑  Fitzgerald, 2010, p. 42.
21. ↑  Barbara Perry, "Introduzione" in Frithjof Schuon, Art from the Sacred to the Profane, World Wisdom, 2007, p. xiv.
22. ↑  J. Casey, 2012, p. 43 min 10 s.
23. ↑  Harry Oldmeadow, Black Elk, Lakota Visionary. The Oglala Holy Man and Sioux tradition, World Wisdom, 2018, p. 116.
24. ↑  Huston Smith, "Providence Perceived: In Memory of Frithjof Schuon", Sophia – The Journal of Traditional Studies, Washington, D.C., vol. 4, no 2, 1998, p. 29.
25. ↑  Fitzgerald, 2010, p. 195.
26. ↑  Fitzgerald, 2020, p. 187.
27. ↑  Fitzgerald, 2010, pp. 85, 89.
28. 1 2  Barbara Perry, "Introduzione" in Frithjof Schuon, Art from the Sacred to the Profane, World Wisdom, 2007, p. xv.
29. ↑  Aymard, 1999, p. 49.
30. ↑  Aymard, 1999, p. 58.
31. ↑  Nasr, 2005, pp. 60-61.
32. ↑  Cutsinger, 2000, p. 115.
33. ↑  Fitzgerald, 2020, pp. 232-234.
34. ↑  Chevilliat, 2016, p. 42.
35. ↑  Oldmeadow, 2010, p. 16.
36. ↑  Laude, 2020, p. 21, 162.
37. ↑  Fitzgerald, 2010, p. 78, 119.
38. ↑  Renaud Fabbri, Frithjof Schuon: The Shining Realm of the Pure Intellect, MA diss, Miami University, 2007, p. 30.
39. ↑  Aymard, 1999, p. 61.
40. ↑  The Herald Times, Bloomington, Indiana, 21 novembre 1991  News Accounts of the Frithjof Schuon 1991 Legal Ordeal.
41. ↑  Renaud Fabbri, Frithjof Schuon: The Shining Realm of the Pure Intellect, MA diss, Miami University, 2007, p. 47.
42. ↑  Fitzgerald, 2010, pp. 131-132.
43. ↑  Laude, 2002, p. 124.
44. ↑  William Stoddart, «Introduction» in World Wheel: Poems by Frithjof Schuon, vol. I, World Wisdom, 2006, p. x.
45. ↑  Aymard, 1999, p. 68.
46. ↑  Frithjof Schuon, Das Weltrad, La roue cosmique, VI-VII, Les Sept Flèches, 2005, p. 166.
47. ↑  Hossein Nasr in Laude, 2002, pp. 173 e ss.
48. ↑  Béguelin, 2013, p. 8.
49. ↑  Oldmeadow, 2010, p. xiii.
50. ↑  Stoddart, 2008, pp. 51-52.
51. ↑  Laude, 2002, p. 79.
52. ↑  Oldmeadow, 2010, p. 69.
53. ↑  Béguelin, 2013, p. 73.
54. ↑  Schuon, 2022a, p. 9.
55. ↑  Laude, 2020, p. 575.
56. ↑  Béguelin, 2013, p. 76.
57. ↑  Fitzgerald, 2010, p. xxii.
58. ↑  Béguelin, 2013, pp. 231, 233 (Glossario).
59. 1 2  Oldmeadow, 2010, pp. 52-54.
60. ↑  Oldmeadow, 2010, pp. 53 e ss).
61. ↑  Biès in Laude, 2002, pp. 59-62.
62. ↑  Lindbom, 1998, pp. 84-86.
63. ↑  Stoddart, 2000, pp. 23-24.
64. ↑  Laude, 2020, p. 268.
65. 1 2 3  Oldmeadow, 2010, p. 62.
66. ↑  Nasr, 2005, p. 15 (Introduzione).
67. ↑  René Guénon, La métaphysique orientale, Éditions Traditionnelles, 1939, pp.6-7
68. ↑  Schuon in Laude, 2002, p. 424.
69. ↑  Laude, 2020, p. 162.
70. 1 2  Stoddart, 2008, p. 103.
71. ↑  Scott, 2004, p. 3.
72. ↑  Fitzgerald, 2010, p. xxv.
73. 1 2  Laude in Chevilliat, 1999, p. 216.
74. ↑  Oldmeadow, 2004, pp. 5-7.
75. ↑  Béguelin, 2013, p. 9 (Prefazione).
76. ↑  Nasr, 2005, p. 15-16 (Introduzione).
77. ↑  Schuon, 1976, pp. 163-164.
78. ↑  Laude, 2020, p. 334.
79. ↑  Laude, 2020, p. 323.
80. 1 2 3 4 5 6  Nasr, 2005, p. 301.
81. ↑  Béguelin, 2013, p. 76 (Glossario).
82. ↑  Laude, 2020, pp. 104-105.
83. ↑  Schuon, 1980, p. 137.
84. ↑  Laude, 2020, p. 106.
85. ↑  Schuon, 2023, p. 91.
86. ↑  Schuon, 1997, p. 225.
87. ↑  Schuon, 2017, p. 123.
88. ↑  Schuon, 2022a, p. 84.
89. ↑  Schuon, 2014, p. 167.
90. ↑  Oldmeadow, 2010, p. 307.
91. ↑  Titus Burckhardt, Introduction aux doctrines ésotériques de l'islam, Dervy, 1969, p. 146
92. ↑  Laude, 2020, p. 353.
93. ↑  Béguelin, 2013, p. 100.
94. ↑  Béguelin, 2013, p. 160.
95. ↑  Laude, 2020, p. 349.
96. ↑  Schuon, 1980, p. 36; Schuon, 2017, pp. 154, 211; Schuon, 2020c, p. 89.
97. ↑  Lakhani, 2007, p. 10.
98. ↑  Schuon, 2020c, p. 56.
99. ↑  Béguelin, 2016, p. 114.
100. 1 2  Schuon, 2020b, pp. 173-175.
101. ↑  Nasr, 2005, p. 32 (Introduzione).
102. 1 2  Jesús García-Varela, "The Role of Virtues According to Frithjof Schuon", Sophia – The Journal of Traditional Studies, Washington D.C., 1998, vol. 4, nº 2, pp. 170-171
103. ↑  Fitzgerald, 2010, p. xx.
104. 1 2  Oldmeadow, 2010, pp. 298-299.
105. ↑  Laude in Chevilliat, 1999, p. 212.
106. ↑  Reza Shah Kazemi, "Frithjof Schuon and Prayer", Sophia – The Journal of Traditional Studies, Washington D.C., 1998, vol. 4, nº 2, pp. 181-182
107. ↑  Schuon, 1997, p. 136.
108. ↑  Hossein Nasr in Chevilliat, 1999, p. 124.
109. ↑  Reza Shah-Kazemi in Laude, 2002, p. 199.
110. ↑  Reza Shah-Kazemi in Laude, 2002, pp. 201 e ss.
111. ↑  Jean Biès, "Un Homme de la Tradition: Frithjof Schuon", Revue Question DE, no 8, 3e trimestre 1975
112. ↑  Nasr, 2005, p. 121.
113. ↑  Lakhani, 2007, p. 12.
114. ↑  Schuon, 1997, p. 234.
115. ↑  Schuon, 2016, p. 139.
116. ↑  Lakhani, 2007, p. 13.
117. ↑  Oldmeadow, 2010, p. 301.
118. ↑  P. Casey, Echoes of Perennial Wisdom, World Wisdom, 1992, p. 29
119. 1 2  Fitzgerald, 2010, p. 155.
120. ↑  Oldmeadow, 2010, p. 304.
121. ↑  P. Casey, Echoes of Perennial Wisdom, World Wisdom, 1992, pp. 35-36
122. ↑  Cutsinger, 1997, p. 60.
123. ↑  Schuon, 2020a, p. 116.
124. ↑  Lakhani, 2007, p. 15.
125. ↑  Béguelin, 2016, p. 59.
126. 1 2  Nasr, 2005, p. 190.
127. ↑  Nasr in Laude, 2002, p. 176.
128. ↑  Laude, 2002, p. 120.
129. ↑  Nasr in Chevilliat, 1999, pp. 125 e ss.
130. ↑  Scott, 2007, p. 1.
131. 1 2  Nasr, 2005, p. 47 (Introduzione).
132. ↑  Nasr, 2005, p. 48 (Introduzione).
133. ↑  Schuon, 2017, p. 133.
134. ↑  Schuon, 2016, pp. 31 (relativismo), 66 (individualismo), 129 (ateismo), 138 (evoluzionismo, scientismo).
135. ↑  Nasr, 2005, pp. 3 (scetticismo), 47 (progressismo), 49 (esistenzialismo, empirismo, agnosticismo).
136. ↑  Oldmeadow, 2010, p. 214.
137. ↑  Schuon, 2016, p. 117.
138. ↑  Nasr, 2005, p. 507.
139. ↑  Schuon, 2012, p. 73.
140. ↑  Schuon, 1980, p. 98.
141. ↑  Schuon, 1995, p. 11.
142. ↑  Schuon, 2017, p. 132.
143. ↑  Amugen, 2016, p. 8.
144. ↑  Schuon, 1976, p. 157.
145. ↑  Schuon, 1997, p. 179.
146. ↑  Cutsinger, 1997, p. 126.
147. ↑  Amugen, 2016, p. 100.
148. ↑  Amugen, 2016, p. 99.
149. ↑  Schuon, 2020a, p. 58.
150. ↑  Amugen, 2016, p. 84; Schuon, 2014, p. 87.
151. ↑  Schuon, 1997, p. 181.
152. ↑  Cutsinger, 1997, p. 127.
153. ↑  Schuon, 2020a, p. 56.
154. ↑  Amugen, 2016, p. 71; Schuon, 2014, p. 74 e ss.
155. ↑  Amugen, 2016, p. 70.
156. ↑  Amugen, 2016, p. 87-88, 114.
157. ↑  Scott, 2007, p. 206.
158. ↑  Schuon, 2018, pp. 102-103.
159. ↑  Laude, 2002, p. 130.
160. 1 2  Scott, 2007, p. 218.
161. ↑  Scott, 2007, pp. 216, 219.
162. ↑  Aymard in Laude, 2002, p. 40.
163. ↑  Deborah Casey in Laude, 2002, pp. 410-411.
164. ↑  Chetan, 2018, pp. 102-103.